# Claude Heater
Claude Heater (Oakland, California, 25 de octubre de 1927-San Francisco, California, 28 de mayo de 2020) fue un barítono de ópera estadounidense. Comenzó su carrera en Broadway, Nueva York, como barítono en 1950. 

## Biografía
Nacido en Oakland, creció en el seno de una familia mormona. A los diecinueve años, sirvió como misionero de la Iglesia de Jesucristo de los Santos de los Últimos Días en diversos lugares del este de Estados Unidos.
En 1952 se centró en la ópera y se fue a Italia para estudiar música y ser cantante de ópera. Finalizados los estudios, emprendió una gira por teatros de ópera de España y Europa con una compañía italiana. Puso el colofón a su carrera como barítono cantando durante tres años en la Ópera Estatal de Viena y en la Ópera de San Francisco desde 1953 a 1961. En 1956 cantó en Basilea con Montserrat Caballé las óperas Tosca, Pagliacci y Tiefland. En Berlín alternó con Dietrich Fischer-Dieskau en Un ballo in maschera y Don Carlos, mientras que con Hermann Prey lo hizo en otros roles. Fue dirigido por Herbert Von Karajan.
Recapacitó su voz como tenor y, desde 1963, interpretó un repertorio dramático y wagneriano en teatros de todo el mundo. Después de retirarse de la escena en la década de 1970, dedicó su tiempo a desarrollar voces dramáticas. Fue conocido por la interpretación del papel de Jesucristo en la película Ben-Hur (William Wyler, 1959), aunque su nombre no aparece en los créditos.
Dirigió su propia compañía de ópera en Oakland, donde también ha impartido clases de voz en 2017, a la edad de noventa años.
Creó en 2018 la fundación Claude Heater (CHF) con el propósito de dar apoyo educativo a músicos clásicos así como para impulsar sus inicios profesionales.
Falleció a los noventa y dos años el 28 de mayo de 2020 a causa de una cardiopatía.

## Filmografía
- Ben-Hur (1959) como Jesucristo (debut en cine, no acreditado).
- Tristán e Isolda (película) (1970) como Tristán.